# Heinrich de Fries
Heinrich de Fries (* 30. November 1887 in Berlin; † 15. August 1938 in Werder an der Havel) war ein deutscher Architekturkritiker und Hochschullehrer für Baukunst und Städtebau an der Kunstakademie Düsseldorf.
Er studierte an der Technischen Hochschule Hannover, danach an der Kunstakademie Düsseldorf, an der Technischen Hochschule Charlottenburg und an der Universität Bonn. Nach seinem Studium war er von 1916 bis 1918 im Büro von Peter Behrens tätig. 1919 übernahm er nach dem Tod von Theodor Goecke die Schriftleitung der Zeitschrift Der Städtebau, die von der Freien Akademie des Städtebaus herausgegeben wurde.
1929 erhielt sein gemeinsam mit Emil Fahrenkamp gefertigter Entwurf im Wettbewerb für eine Erweiterung des Reichstagsgebäudes in Berlin den ersten Preis; wegen der Weltwirtschaftskrise wurde dieser Entwurf nicht umgesetzt. Zu seinen Werken zählt die gemeinsam mit Gustav August Munzer entworfenen Reichsheimstätten-Siedlung „Unter den Eichen“ in Düsseldorf-Gerresheim von 1930.

## Schriften (Auswahl)
- (gemeinsam mit Peter Behrens): Vom sparsamen Bauen. Ein Beitrag zur Siedlungsfrage. Verlag der Bauwelt, Berlin 1918.
- Wohnstädte der Zukunft. Neugestaltung der Kleinwohnungen im Hochbau der Großstadt. Verlag der Bauwelt, Berlin 1919.
- Moderne Villen und Landhäuser. Wasmuth, Berlin 1924. (mehrere ergänzte Auflagen)
- Der Münsterplatz in Ulm und seine zukünftige Gestaltung. Eine städtebauliche Zukunftsaufgabe. Otto Karl Stollberg & Co., Berlin 1925.
- Frank Lloyd Wright. Aus dem Lebenswerke eines Architekten. E. Pollak, Berlin 1926.
- Junge Baukunst in Deutschland. Ein Querschnitt durch die Entwicklung neuer Baugestaltung in der Gegenwart. Otto Karl Stollberg, Berlin 1926. (Reprints 1980 und 2001)
- Gedanken um den Tagblatt-Turm. In: Stuttgarter Neues Tagblatt 1928. Zur Weihe des Tagblatt-Turmhauses am 5. November 1928, [Stuttgart]: [Neues Tagblatt] [1928], S. 39–49